# Улица Таллинас (Рига)
Улица Та́ллинас (латыш. Tallinas iela — Таллинская) — улица в исторической части города Риги. Начинается от перекрёстка улицы Миера с улицей Аристида Бриана и заканчивается перекрёстком с улицами Августа Деглава и Валмиерас.
Общая длина улицы составляет 1722 метра. На всём протяжении имеет асфальтовое покрытие, 2 полосы движения. По улице проходит маршрут троллейбуса № 5, а на отрезке от улицы Августа Деглава до улицы Александра Чака (только в одном направлении) также курсирует микроавтобус № 238.
Начало улицы (до перекрёстка с улицей Александра Чака) служит границей между Центром (чётная сторона) и прилегающими районами Браса (нечётная сторона до улицы Бривибас) и Гризинькалнс. Вторая половина улицы (после ул. А. Чака) полностью относится к Гризинькалнсу.

## История
Улица сформирована в 1885 году путём объединения части Мирной улицы (которая известна с 1846 года и первоначально вела от Александровского рынка, где позднее была сооружена Новая церковь Гертруды, на северо-запад и, делая поворот, далее к Большому кладбищу) с идущей в противоположном направлении Канатной улицей (латыш. Riepnieku iela), проложенной также в середине XIX века и поначалу доходившей до песчаных холмов у нынешней улицы Яня Асара. Объединённая улица была названа Ревельской в честь эстонского города Ревеля (нынешний Таллин). Когда сам город был переименован, изменилось и название улицы, которая в 1939 году получила своё нынешнее имя.
В годы немецкой оккупации было временно восстановлено название «Ревельская» (латыш. Rēveles iela).

## Достопримечательности
- Новая церковь Гертруды
- 16 зданий на улице Таллинас являются охраняемыми памятниками архитектуры местного значения, а дом № 23 (1901 г., архитекторы Константин Пекшенс и Эйжен Лаубе) — памятником архитектуры государственного значения[6].
- Ряд примечательных зданий в конце улицы относится к улицам Яня Асара и Августа Деглава.

## Прилегающие улицы
Улица Таллинас пересекается со следующими улицами:
- Улица Миера
- Улица Цесу
- Улица Бривибас
- Улица Тербатас
- улица Кришьяня Барона
- Улица Александра Чака
- Улица Звайгжню
- Улица Варну
- Улица Красотаю
- Улица Лауку
- Улица Яня Асара
- Улица Августа Деглава
- Улица Валмиерас